# Jake Jervis
Jake Mario Jervis (* 17. September 1991 in Wolverhampton) ist ein englischer Fußballspieler, der zuletzt für Sanica Boru Elazığspor spielte.

## Karriere
Jervis kam in der nordenglischen Stadt Wolverhampton auf die Welt und begann hier in der Jugend von den Wolverhampton Wanderers mit dem Vereinsfußball. 2003 wechselte er in die Jugend von Shrewsbury Town, ehe er 2006 in die Nachwuchsabteilung von Birmingham City wechselte. 2010 stieg er mit einem Profivertrag ausgestattet in den Profikader auf. Bei Birmingham City gelang ihm nie der Sprung in die Stammelf, so wurde er zweieinhalb Spielzeiten lang an diverse Vereine des englischen Profifußballs verliehen.
Im Frühjahr 2013 verließ er Birmingham City und wechselte in die türkische Süper Lig zum Aufsteiger Sanica Boru Elazığspor. In seinem ersten Ligaspiel gelang ihm gegen den Istanbuler Traditionsklub Fenerbahçe Istanbul auch sein erster Treffer für seine neue Mannschaft. Im September 2013 wurde sein Vertrag mit Elazığspor aufgelöst.
Zurzeit ist er erfolgreich bei Plymouth Argyle in der Football League 1, der 3. Englischen Liga.